# Eimear Lambe
Eimear Lambe (Dublin, 11 de agosto de 1997) é uma remadora irlandesa, medalhista olímpica.

## Carreira
Lambe conquistou a medalha de bronze nos Jogos Olímpicos de Verão de 2020 em Tóquio com a equipe da Irlanda no quatro sem feminino, ao lado de Aifric Keogh, Fiona Murtagh e Emily Hegarty, com o tempo de 6:20.46.